# Île Maudez
Die Île Maudez ist eine französische Insel im Département Côtes-d’Armor. Sie ist als eine der Bréhat-Inseln der Bretagne vorgelagert und liegt im Ärmelkanal.

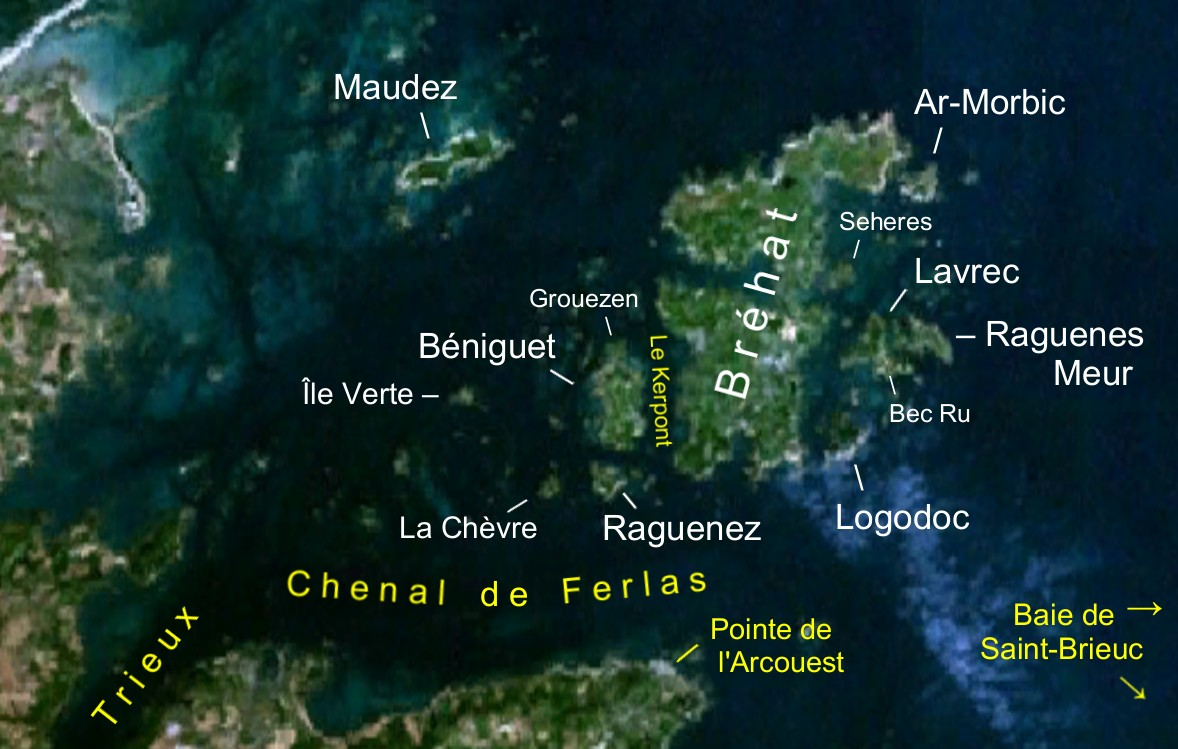
Maudez - links oben